# Canton de Dompaire
Le canton de Dompaire est une ancienne division administrative française, située dans le département des Vosges et la région Lorraine.

## Composition
Ce canton était composé des trente communes suivantes : 
| Nom                     | Code Insee | Intercommunalité         | Superficie (km2) | Population (dernière pop. légale) | Densité (hab./km2) |
| ----------------------- | ---------- | ------------------------ | ---------------- | --------------------------------- | ------------------ |
| Dompaire (chef-lieu)    | 88151      | CC de Mirecourt Dompaire | 16,63            | 1 152 (2014)                      | 69                 |
| Les Ableuvenettes       | 88001      | CC de Mirecourt Dompaire | 4,49             | 79 (2014)                         | 18                 |
| Ahéville                | 88002      | CC de Mirecourt Dompaire | 5,84             | 60 (2014)                         | 10                 |
| Bainville-aux-Saules    | 88030      | CC de Mirecourt Dompaire | 5,61             | 136 (2014)                        | 24                 |
| Bazegney                | 88041      | CC de Mirecourt Dompaire | 5,81             | 114 (2014)                        | 20                 |
| Begnécourt              | 88047      | CC de Mirecourt Dompaire | 4,57             | 169 (2014)                        | 37                 |
| Bettegney-Saint-Brice   | 88055      | CC de Mirecourt Dompaire | 5,32             | 161 (2014)                        | 30                 |
| Bocquegney              | 88063      | CC de Mirecourt Dompaire | 4,57             | 127 (2014)                        | 28                 |
| Bouxières-aux-Bois      | 88069      | CC de Mirecourt Dompaire | 7,68             | 142 (2014)                        | 18                 |
| Bouzemont               | 88071      | CC de Mirecourt Dompaire | 4,97             | 53 (2014)                         | 11                 |
| Circourt                | 88103      | CC de Mirecourt Dompaire | 5,93             | 81 (2014)                         | 14                 |
| Damas-et-Bettegney      | 88122      | CC de Mirecourt Dompaire | 15,07            | 367 (2014)                        | 24                 |
| Derbamont               | 88129      | CC de Mirecourt Dompaire | 6,83             | 99 (2014)                         | 14                 |
| Gelvécourt-et-Adompt    | 88192      | CC de Mirecourt Dompaire | 3,94             | 106 (2014)                        | 27                 |
| Gorhey                  | 88210      | CC de Mirecourt Dompaire | 6,31             | 179 (2014)                        | 28                 |
| Gugney-aux-Aulx         | 88223      | CC de Mirecourt Dompaire | 8,67             | 150 (2014)                        | 17                 |
| Hagécourt               | 88226      | CC de Mirecourt Dompaire | 7,60             | 112 (2014)                        | 15                 |
| Harol                   | 88233      | CC de Mirecourt Dompaire | 27,34            | 626 (2014)                        | 23                 |
| Hennecourt              | 88237      | CC de Mirecourt Dompaire | 7,17             | 355 (2014)                        | 50                 |
| Jorxey                  | 88254      | CC de Mirecourt Dompaire | 5,40             | 87 (2014)                         | 16                 |
| Légéville-et-Bonfays    | 88264      | CC de Mirecourt Dompaire | 5,21             | 45 (2014)                         | 8,6                |
| Madegney                | 88280      | CC de Mirecourt Dompaire | 3,05             | 99 (2014)                         | 32                 |
| Madonne-et-Lamerey      | 88281      | CC de Mirecourt Dompaire | 7,02             | 372 (2014)                        | 53                 |
| Maroncourt              | 88288      | CC de Mirecourt Dompaire | 2,24             | 12 (2014)                         | 5,4                |
| Racécourt               | 88365      | CC de Mirecourt Dompaire | 7,23             | 164 (2014)                        | 23                 |
| Regney                  | 88378      | CC de Mirecourt Dompaire | 3,90             | 85 (2014)                         | 22                 |
| Saint-Vallier           | 88437      | CC de Mirecourt Dompaire | 4,44             | 105 (2014)                        | 24                 |
| Vaubexy                 | 88494      | CC de Mirecourt Dompaire | 6,52             | 124 (2014)                        | 19                 |
| Velotte-et-Tatignécourt | 88499      | CC de Mirecourt Dompaire | 5,36             | 150 (2014)                        | 28                 |
| Ville-sur-Illon         | 88508      | CC de Mirecourt Dompaire | 17,89            | 555 (2014)                        | 31                 |

## Histoire
La canton, à dominante très rurale encore, accueille un nombre grandissant de résidents du bassin d'emploi d'Épinal. Entre les recensements de 1990 et de 1999, la population a progressé de 149 unités, soit 2,9 %.

## Représentation

### Conseillers généraux de 1833 à 2015
| Période           | Identité                    | Parti            | Qualité |
| ----------------- | --------------------------- | ---------------- | --- |
| 1833-1836         | Laurent Grandgeorges        |                  | Notaire Maire de Dompaire |
| 1836-1871         | Victor Résal                | Orléaniste       | Avocat Maire de Dompaire (1836-1871), Député (1849-1851) |
| 1871-1880         | Alfred Mathis               |                  | Exploitant agricole Maire de Ville-sur-Illon |
| 1880-1883 (décès) | Ernest Mathis               | Droite           | Exploitant agricole Maire de Racécourt (1872-1893) |
| 1883-1892         | Antoine Resal               | Droite           | Médecin Maire de Dompaire (1885-1888) |
| 1892-1904         | Eusèbe Jacquemin            | Rad.             | Entrepreneur Maire de Begnécourt (1892-1916) |
| 1904-1910         | Édouard Mathis              | Féd.             | Avocat Maire de Ville-sur-Illon (1892-1908 et 1912-1926) |
| 1910-1940         | Alfred Mathis               | Rad.ind.puis PSF | Exploitant agricole Maire de Racécourt (1893-1903 et 1905-1923) |
|                   |                             |                  | |
| 1943-1945         | René Lobstein (1883-1964)   |                  | Brasseur, conseiller d'arrondissement, maire de Ville-sur-Illon (1926-1963) Nommé conseiller départemental en 1943                                                                                                   |
|                   |                             |                  | |
| 1945-1949         | René Lobstein               | RI               | Brasseur Maire de Ville-sur-Illon |
| 1949-1955         | Charles Guthmüller          | RPF puis RS      | Chef d'entreprise Maire d'Épinal (1947-1959) Député (1951-1956 et 1958-1962) |
| 1955-1967         | Pierre Lacroix              | dvd              | Commerçant Maire de Dompaire (1947-1965) |
| 1967-1973         | René Lhuillier              | dvd              | Agriculteur Adjoint au Maire (1945-1965) puis Conseiller municipal (1965-1971) de Dompaire |
| 1973-1974 décès   | Jean Ferry                  | dvd              | Militaire Préfet de Laghouat (Sahara) (1954-1957) Maire de Ville-sur-Illon (1971-1974) |
| 1974-1998         | Guy Jeanroy (1924-2022)     | RI puis RPR      | Hôtelier Premier adjoint au Maire de Dompaire (1971-1977) |
| 1998-2011         | François Bazard             | RPR puis UMP     | Questeur du Conseil général, Vice-Président de la Commission "Éducation, jeunesse, sports, culture et transports scolaires" Exploitant agricole Maire de Madonne-et-Lamerey (1971-1977) puis de Dompaire (1995-2001) |
| 2011-2015         | Gérard Marulier (1951-2020) | dvd              | Exploitant agricole Maire de Harol (2001-2020) |

### Conseillers d'arrondissement (de 1833 à 1940)
Le canton de Dompaire avait deux conseillers d'arrondissement jusqu'en 1925.
Il appartenait à l'arrondissement de Mirecourt jusqu'à sa disparition en 1926.
| Période                                  | Période      | Identité                         | Étiquette | Qualité |
| ---------------------------------------- | ------------ | -------------------------------- | --------- | --- |
| 1833                                     | 1839         | Joseph Mathis (1796-1854)        |           | Cultivateur, maire de Légéville                                                                             |
| 1833                                     | 1836 (décès) | Antoine Bernard Résal père       |           | Négociant à Dompaire                                                                                        |
| 1836                                     | 1845         | Jean-Baptiste Varroy (1790-1863) |           | Juge de paix à Dompaire, propriétaire aux Forges                                                            |
| 1845                                     | 1848         | Jean Joseph François             |           | Maire de Dompaire                                                                                           |
| 1848                                     | 1871         | Laurent Mathis                   |           | Maire de Ville-sur-Illon                                                                                    |
| 1871                                     |              | Paul Legras                      |           | Médecin à Dompaire                                                                                          |
|                                          |              |                                  |           | |
|                                          | 1897 (décès) | Clément Lataxe (1832-1897)       |           | Cultivateur à Madonne-et-Lamerey                                                                            |
|                                          |              |                                  |           | |
| av.1919                                  |              | Émile Cousot (1866-1936)         | URD       | Maire de Jorxey                                                                                             |
| 19..                                     |              | Antoine Guyot                    |           | Maire de Dompaire                                                                                           |
| 1931                                     | 1940         | René Lobstein                    | Rad.ind.  | Maire de Ville-sur-Illon                                                                                    |
| 1940                                     |              |                                  |           | Les conseils d'arrondissement ont été suspendus par la loi du 12 octobre 1940 et n'ont jamais été réactivés |
| Les données manquantes sont à compléter. |              |                                  |           | |

## Démographie
| 1962  | 1968  | 1975  | 1982  | 1990  | 1999  | 2006  | 2011  | 2012  |
| ----- | ----- | ----- | ----- | ----- | ----- | ----- | ----- | ----- |
| 6 037 | 5 650 | 5 092 | 4 961 | 5 150 | 5 299 | 5 607 | 5 917 | 5 981 |